# 아리아 (프로게이머)
아리아(본명: 이가을, 2000년 10월 14일 ~ )은 대한민국의 리그 오브 레전드 프로게이머로 아이디는 Aria이다. 포지션은 미드라이너이다. 현재 데토네이션 포커스미 소속이다.

## 선수 생활
아마추어 시절이었던 2018년, KeG 광주 소속으로 대통령배 아마추어 e스포츠 대회에서 8강에 올랐다. 
2019 시즌 스토브 리그 기간 동안 리그 오브 레전드 재팬 리그의 크레스트 게이밍 액트에 입단하면서 커리어를 시작했다. 입단 이후 크레스트 게이밍 액트의 주전 미드라이너로 활동했다.
2021 시즌 스토브 리그 기간 동안 같은 LJL의 데토네이션 포커스미에 입단했다. 2021 스프링 시즌부터 팀의 주전 미드라이너로 활약했으며 스프링 시즌, DFM이 LJL 우승을 차지함에 따라 커리어 첫 우승을 경험했다. 2021 스프링 시즌 우승으로 2021 MSI에 참가했다. 2021 서머 시즌에서도 팀의 주전 미드라이너로 활약하며 팀의 우승에 기여했다. 리그 오브 레전드 월드 챔피언십 2021에서는 로스터에 포함되면서 참가했다. 아리아는 대회 기간 동안 팀의 주전으로 활동했으며 DFM의 LJL 역사상 첫 그룹 스테이지 진출에 기여했다. 2021시즌 종료 후 팀에서 퇴단했다.
2022시즌을 앞두고 KT 롤스터에 입단했다. 스프링 시즌을 앞두고 KT의 주전 미드라이너로 낙점을 받았지만 부진한 모습을 보였다. 이에 주전 경쟁자 빅라가 1군으로 콜업되면서 주전 경쟁을 하게 되었으며 점차 주전 경쟁에서 밀려났다. 서머 시즌 초반 몇 경기에서 선발로 출전했지만 점차 빅라에게 주전 자리를 내주었으며 시즌 중반 이후로는 후보 선수로 내려가게 되었다. 2022시즌 종료 후 팀에서 퇴단했다.
2023시즌을 앞두고 데토네이션 포커스미에 입단했다.

## 소속팀
| # | 팀명                 | 소속 기간               | 소속 리그 | 비고 |
| - | -------------------- | ----------------------- | --------- | ---- |
| 1 | 크레스트 게이밍 액트 | 2019.01.16 ~ 2020.12.28 | LJL       |      |
| 2 | 데토네이션 포커스미  | 2021.01.09 ~ 2021.11.16 | LJL       |      |
| 3 | KT 롤스터            | 2021.12.01 ~ 2022.11.22 | LCK       |      |
| 4 | 데토네이션 포커스미  | 2022.12.12 ~            | LJL       |      |

## 수상 내역
- 리그 오브 레전드 재팬 리그 스프링 2021 우승
- 리그 오브 레전드 재팬 리그 서머 2021 우승